# Batalla de Aughrim
La Batalla de Aughrim fue el enfrentamiento decisivo de la Guerra Guillermita de Irlanda y en él se encontraron los jacobitas y las fuerzas de Guillermo de Orange el 12 de julio de 1691 en las cercanías de Aughrim, en el condado de Galway
Fue la batalla más sangrienta de la historia irlandesa con más de 7000 muertos. Significó el fin efectivo de la causa jacobita en Irlanda, aunque la ciudad de Limerick aún resistió hasta el otoño de ese año.

## La campaña
En el verano de 1691, los jacobitas de Irlanda habían adoptado posiciones defensivas. Tras la derrota del Boyne el año anterior, se habían visto obligados a retroceder al norte del Shannon, que constituía una línea de defensa de la provincia de Connacht, con las fortalezas de Sligo, Athlone y Limerick protegiendo las principales vías de acceso, desde donde esperaban la ayuda militar de la Francia de Luis XIV para reiniciar la guerra y tratar de recuperar terreno.
Godert de Ginkell, general holandés de los ejércitos de Guillermo, había conseguido romper la línea de defensa en Athlone,  tras capturar la ciudad mediante un sangriento asedio. El Marqués de St Ruth (Charles Chalmont), general Jacobita francés no llegó a tiempo de salvar Athlone, ya que, además de concentrar sus tropas, dispersas en varios puntos, se vio obligado a reclutar nuevos soldados entre los grupos de rapparees y las fuerzas de los propietarios irlandeses. Ginkel marchó por Ballinasloe, en la carretera principal hacia Limerick y Galway, antes de que el ejército de St Ruth le saliera al paso en Aughrim el 12 de julio de 1691. Ambos ejércitos contaban con, aproximadamente, 20 000 hombres. El ejército de St Ruth estaba formado principalmente por católicos irlandeses, mientras que las fuerzas de Ginkel eran un conglomerado de soldados ingleses, escoceses, daneses, holandeses y hugonotes franceses (miembros de la Liga de Augsburgo de Guillermo) y protestantes del Ulster.
Los jacobitas estaban situados en una posición ventajosa. St Ruth había colocado su infantería a lo largo de la cima de Kicommadan Hill, una pequeña colina. Esta colina estaba rodeada por pequeños muros de piedra que marcaban los límites entre propiedades de los granjeros, y que podían ser utilizados por los soldados para protegerse detrás. El lado izquierdo de la posición estaba bordeado por bog, cruzado por una única calzada, cubierta por soldados situados en Aughrim y en un cercano castillo semiderruido. En la parte derecha, abierta, St Ruth colocó a su mejor infantería y al grueso de su caballería a las órdenes de Patrick Sarsfield

## La Batalla
Al comienzo de la batalla, Ginkel cargó sobre el flanco derecho jacobita con caballería e infantería. Los jacobitas consiguieron contener el ataque y contraatacaron, obligando a los orangistas a retroceder y protegerse de la caballería situándose tras estacas clavadas en el suelo. Los hugonotes franceses se encontraron en la parte inferior de la colina expuestos al fuego irlandés y sufrieron numerosas bajas. Fuentes contemporáneas hablan de hierba cubierta de sangre. De hecho, hoy en día se conoce esa zona como "Bloody Hollow" (hoyo sangriento). En el centro, la infantería orangista, dirigida por Hugh Mackay trató de atacar frontalmente a la infantería jacobita de Kilcommadan Hill. Los Guillermitas, principalmente escoceses e ingleses, tuvieron que pelear trinchera a trinchera, solo para descubrir que los irlandeses estaban retrocediendo y les disparaban desde la trinchera anterior. De los tres asaltos llevados a cabo por los Guillermitas, el primero fue el que alcanzó una posición más alejada. Finalmente, los jacobitas consiguieron repeler el ataque orangista infligiendo graves pérdidas al enemigo, gracias a la caballería, que persiguió a los orangistas por el bog, donde la mayoría de los soldados resultaron muertos. En la persecución, las fuerzas jacobitas consiguieron inutilizar varias piezas de artillería orangistas.
Tras estos acontecimientos, la única opción de Ginkel era tratar de alcanzar el ala izquierda de los jacobitas a través de la calzada que cruzaba el bog. En condiciones normales, la posición debería ser absolutamente inexpugnables, ya que obligaba a los atacantes a avanzar por un pasillo estrecho y cubierto por las tropas irlandesas guarnecidas en el castillo. Sin embargo, los jacobitas andaban cortos de munición. Mackay ordenó un cuarto asalto, esta vez de caballería, en dos grupos: el primero de ellos por la calzada, el segundo en paralelo por el sur.
Los irlandeses respondieron al ataque con fuego pesado desde el castillo, pero descubrieron que su munición de reserva, de fabricación británica, no entraba por los cañones de sus mosquetes de fabricación francesa. Los guillermitas cargaron entonces con un regimiento de caballería anglo-holandés de refresco, mandado por Henry de Massue, que sólo tuvo que soportar un ligero fuego de mosquete y pudo alcanzar la población de Aughrim con muy pocas bajas. Allí se encontró con una fuerza jacobita de caballería liderada por Henry Luttrell que tenía por misión cubrir el flanco. Sin embargo, en lugar de plantear un contraataque, el comandante ordenó la retirada, que concluyó en desbandada, lo que se ha conocido posteriormente como "el paso de Luttrell". Luttrell se convirtió en sospechoso de estar en nómina de los Guillermitas, y fue asesinado en Dublín tras la guerra .
Entretanto, el marqués de St Ruth, tras la tercera carga de infantería, consideró que la batalla estaba desarrollándose muy favorablemente y se dice que gritó "echan a correr, persigámosles hasta las puertas de Dublín". Sin embargo, cuando estaba reuniendo a su caballería a la izquierda del frente para contraatacar y poner en fuga a los guillermitas, una bala de cañón le decapitó, tras lo que la posición jacobita se desmoronó casi inmediatamente. Los jinetes, desmoralizados por la muerte de su comandante, huyeron apresuradamente, dejando abierto el flanco izquierdo a los orangistas, que pudieron rodear a los irlandeses. Los jacobitas situados a la derecha, viendo la situación desesperada, iniciaron también la fuga, aunque Sarsfield trató de recomponer la retaguardia. Los soldados situados en Killcommadan quedaron completamente expuestos al ataque enemigo y fueron masacrados por la caballería guillermita cuando trataban de huir, muchos de ellos ya desarmados. George Storey, testigo ocular de los hechos, decía que los cuerpos cubrían la colina y parecían un rebaño de ovejas desde cierta distancia.

## Consecuencias
Las estimaciones de bajas varían entre los dos bandos. Generalmente se acepta que unos 7000 hombres murieron durante la batalla. Algunos estudios recientes elevan la cifra de bajas orangistas hasta las 3000, contra 4000 muertos jacobitas. Sin embargo, la cifra oficial proporcionada por los guillermitas fue de sólo 600 soldados fallecidos. Muchos de los jacobitas muertos eran oficiales difíciles de reemplazar. Por si esto fuera poco, otros 4000 jacobitas fueron capturados por el enemigo o huyeron. Y, además, los irlandeses perdieron en la batalla sus mejores equipos y suministros. Por estas razones, Aughrim fue la batalla decisiva de la guerra. La ciudad de Galway se rindió sin luchar y el grueso de la tropa jacobita abandonó la lucha en octubre tras un corto asedio en Limerick.
Debido a su trascendencia en la guerra, Aughrim se convirtió, hasta comienzos del siglo XIX, en el lugar de celebración de los lealistas en Irlanda, en especial de la Orden de Orange. Más tarde, la conmemoración de la batalla del Boyne adquirió una mayor relevancia